# Horst Mastmann
Horst Mastmann (* 12. Februar 1927) ist ein deutscher Lehrer und Fachautor im Bereich Bildung.

## Leben
Horst Mastmann promovierte 1953 an der Freien Universität Berlin mit der Schrift Die demokratisch-republikanische Bewegung in Thüringen 1848. Er gilt heute als ein Begründer der integrierten Gesamtschule. Mastmann war ab 1968 erster Schulleiter der neu gegründeten Gesamtschule Britz-Buckow-Rudow, heute Walter-Gropius-Schule in Berlin, der ersten Gesamtschule in Deutschland, wo er sich für das Differenzierungsmodell FE/GA einsetzte. 1969 wurde er Gründungspräsident der vom Deutschen Bildungsrat initiierten Gemeinnützigen Gesellschaft Gesamtschule.

## Schriften
- Die Planung von Gesamtschulen in Berlin. In: Christoph Führ, Gisela Ulrich (Hrsg.): Zur Bildungsreform in der Bundesrepublik Deutschland: Impulse und Tendenzen. Bericht und Dokumentation über eine Tagung im UNESCO-Institut für Pädagogik in Hamburg vom 18. bis 21. Juni 1968 (= UNESCO [Hrsg.]: Internationale pädagogische Studien. Nr. 19). Beltz, Weinheim 1969, S. 128–130 (unesco.org [PDF; 13,1 MB; abgerufen am 18. Mai 2023]).
- Die Gesamtschule Britz-Buckow-Rudow. In: Adalbert Rang, Wolfgang Schulz (Hrsg.): Die differenzierte Gesamtschule. Zur Diskussion einer neuen Schulform. Piper Verlag, München 1969.
- als Herausgeber: Differenzierung und Individualisierung in der Gesamtschule. Wochenschau Verlag, Schwalbach 1971, ISBN 978-3-87920-017-7.
- mit Wolfram Flößner, Wolfgang-Peter Teschner: Gesamtschule. Teil 1: Ein Handbuch der Planung und Einrichtung. 2. Auflage. Wochenschau Verlag, 1972.
- als Herausgeber: Die Praxis der Gesamtschule. Ein Handbuch. Wochenschau Verlag, Schwalbach 1975, ISBN 978-3-87920-018-4.
- als Herausgeber: Curriculum der Gesamtschule. Wochenschau Verlag, Schwalbach 1976, ISBN 978-3-87920-021-4.

Mitwirkung an Lehrbüchern (Auszug):
- mit Klaus Gerth et al.: TS 7: Texte für die Sekundarstufe 7. Jahrgangsstufe. Hrsg.: Heinz-Günther Pflughaupt. Schroedel, 1974, ISBN 978-3-507-42027-4.
- mit Klaus Gerth et al.: TS. Texte für die Sekundarstufe. Ausgabe für die Orientierungsstufe/Förderstufe. 5. Jahrgangsstufe. Hrsg.: Werner Wunderlich. Schroedel, 1979, ISBN 978-3-507-42185-1.
- mit Klaus Gerth et al.: TS. Texte für die Sekundarstufe. Ausgabe für die Orientierungsstufe/Förderstufe. 6. Jahrgangsstufe. Hrsg.: Werner Wunderlich. Schroedel, 1979, ISBN 978-3-507-42186-8.
- mit Annegrit Brunkhorst-Hasenclever, Karl Garnerus: TS-Texte für die Sekundarstufe, Ausgabe für Gymnasien (10. Jahrgangsstufe). Hrsg.: Walther Killy, Klaus Gerth. Schroedel, 1983, ISBN 978-3-507-42180-6.